# Enrique Santos Discépolo
Enrique Santos Discépolo Deluchi, conegut també com a Discepolín (Balvanera, Buenos Aires 27 de març de 1901 - 23 de desembre de 1951), fou un compositor de tangos, músic i dramaturg argentí.

## Tangos
- Malevaje
- Que vachaché
- Yira... yira...
- Que sapa señor
- Cambalache
- Sueño de juventud
- Justo el 31
- Chorra
- Soy un arlequín
- Quién más, quién menos
- Confesión
- Canción desesperada
- Uno
- Cafetín de Buenos Aires
- Esta noche me emborracho
- Sin Palabras
- Tormenta